# Lele Forood
Lele Forood (* 10. September 1956 in San Francisco) ist eine ehemalige US-amerikanische Tennisspielerin.

## Karriere
Zwischen 1976 und 1983 nahm sie an Grand-Slam-Turnieren teil. Dabei erreichte sie das Doppelhalbfinale der US Open 1977. Dieses verlor sie an der Seite von Raquel Giscafré gegen Renée Richards/Betty-Ann Stuart mit 5:7, 7:5 und 1:6. Sie gewann die Goldmedaille im Einzel und Mixed bei den panamerikanischen Spielen 1975 in Mexiko-Stadt.

## Persönliches
1978 machte sie einen Abschluss in Sociology an der Stanford University. Dort arbeitet sie heute als Tennistrainerin.